# Kvasha Patera
La Kvasha Patera è una struttura geologica della superficie di Venere.